# Gustave Delage
Pour les articles homonymes, voir Delage.
Paul Aristide Gustave Delage (né le 8 mars 1883 à Limoges - mort le 20 avril 1946 à Paris 16e) est un officier de la Marine nationale, un ingénieur et un homme d’affaires français.

## Carrière militaire
Entré à l’École navale en 1901, il est promu aspirant le 5 octobre 1904. Sorti de Navale avec le titre d’ingénieur, il est affecté au port de Toulon et passe enseigne de vaisseau le 5 octobre 1906. Le 13 novembre 1908, il embarque sur le contre-torpilleur Mousqueton (1re flottille de torpilleurs de la Méditerranée, Cdt Gontran de Faramond de La Fajole). Nommé chevalier de la Légion d'honneur et promu lieutenant de vaisseau le 29 septembre 1913, il est détaché en congé sans solde le 1er janvier 1914. 
Rappelé par la Marine en août 1914, il est affecté au porte-hydravions La Foudre de septembre à novembre 1914 puis promu capitaine de corvette et nommé à la tête de l’escadrille Nieuport de Port-Saïd de décembre 1914 à février 1915. Jugé finalement plus utile dans le rôle d’ingénieur, il est renvoyé à l’arrière en mars 1915 et versé au cadre de réserve le 11 mai 1918.

## Delage et l’aviation
Dès 1909, Gustave Delage s’intéresse à l’aviation et à ses applications navales. Malgré son affectation à Toulon, il obtient le 29 août 1910 à Vincennes le brevet de pilote n° 219 de l’Aéro-Club de France, puis le brevet de pilote militaire no 23. En septembre 1911 il commande une escadrille participant aux manœuvres militaires dans les Ardennes. Le 14 décembre 1912, il effectue son premier vol sur un hydravion de la Marine nationale.  

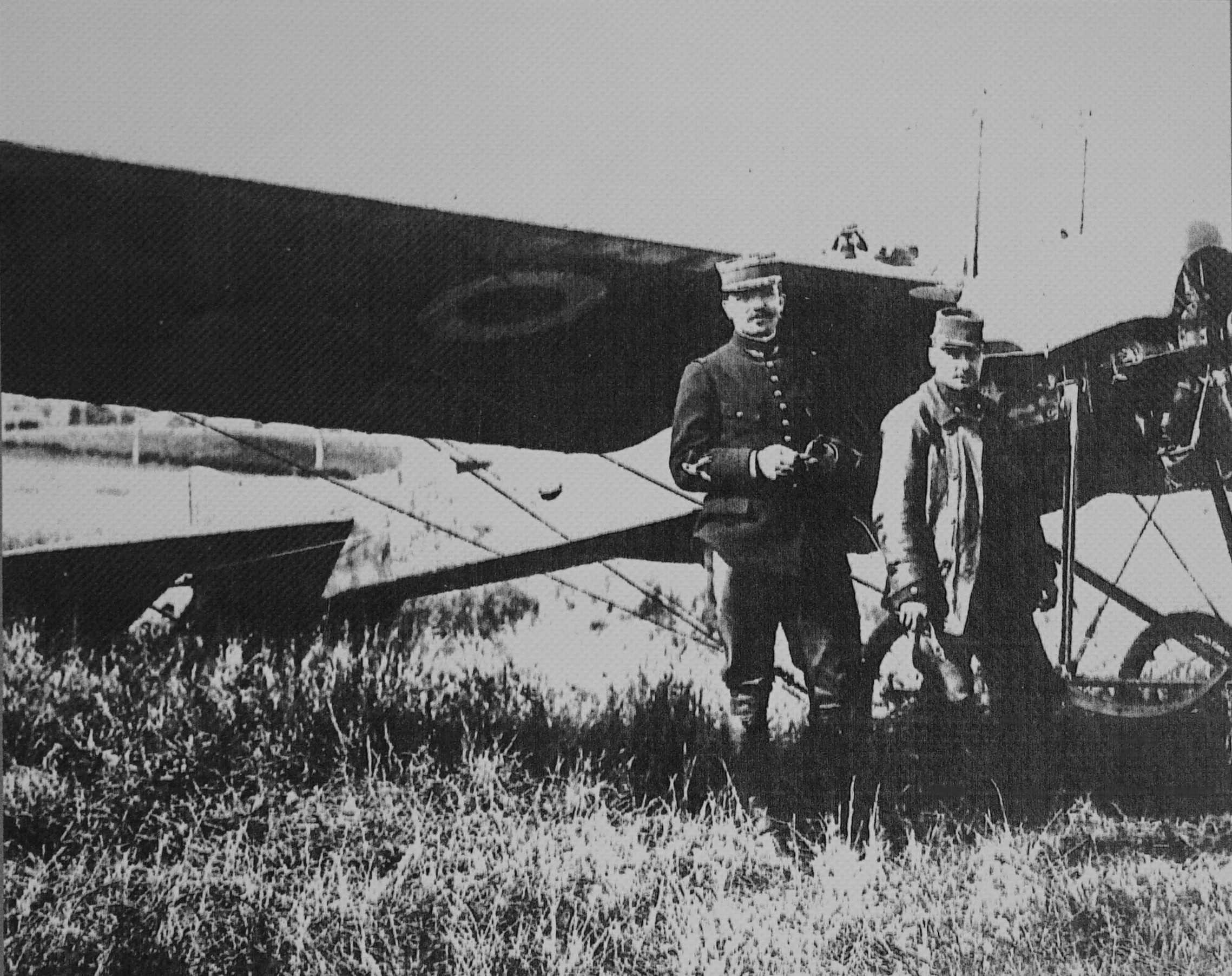
En compagnie d'Antonin Brocard en mai 1913.

Placé hors cadre par la Marine nationale, il est nommé directeur technique de la société Nieuport et directeur général du département des aéroplanes en janvier 1914. Rappelé sous les drapeaux en août 1914, il réintègre la firme Nieuport en février 1915. Il dessine alors rapidement une nouvelle formule d'avions, le sesquiplan. Le premier est un biplace d’observation, le Nie-10, dont plus de 1 000 exemplaires seront construits. Plus compact, le monoplace Nie-11BB devient rapidement le Nieuport Bébé et fut produit à plus de 7 000 exemplaires en France, mais aussi en Grande-Bretagne, en Italie ou en Russie. Suivront les chasseurs monoplaces Nie-16 et Nie-17. 
Si Delage connaît moins de succès avec ses bombardiers Type 14 (en) et Type 15 et si l’armée de l'air française ou la Grande-Bretagne préfèrent les chasseurs SPAD durant les deux dernières années de la guerre, l’aviation militaire des États-Unis s’équipe de Nieuport 24 et Nie-28, tout comme l’Italie ou la Belgique. 
Début 1920, l’armée de l'air française décide de remplacer tous les chasseurs en service, issus de la Première Guerre mondiale, par des Nieuport 29. Or à cette époque la firme Nieuport décide de désigner ses productions françaises « Nieuport-Delage » pour les distinguer des productions de sa filiale britannique, dont elle perd le contrôle. Le Nieuport 29 devient donc NiD-29.
Gustave Delage sera la tête pensante de la firme Nieuport-Astra jusqu’en 1932. Mais en 1930 Nieuport-Astra rejoint avec Hanriot, CAMS ou la SECM-Amiot la Société Générale Aéronautique (SGA), une sorte de holding dont Delage ne supporte pas le mode de gestion. Il démissionne donc pour s’occuper d’autre-chose.

## Jaeger et LeCoultre
Dès 1915, la société horlogère suisse Le Coultre et Cie s’est lancée dans la fabrication de compte-tours pour l’aviation, puis d’indicateurs de vitesse mis au point par la société française Jaeger avec la collaboration du pilote suisse Edmond Audemars. Fournisseur officiel de l’aéronautique française, LeCoultre a produit 120 000 compte-tours durant la guerre, qui ont été vendus aux Alliés par Edmond Jaeger. En octobre 1917, les deux entreprises forment une association de participation pour resserrer leurs liens. Edmond Jaeger, qui a alors 67 ans, reste propriétaire des brevets sur les compte-tours dont LeCoultre a besoin pour survivre en temps de guerre. Or cette association a besoin de capitaux. Curieusement, ces capitaux sont apportés par les milieux privés de l’aéronautique française : Léon Morane, Laurent Seguin, Gabriel Voisin, etc. et Gustave Delage. Ensemble, ils apportent plus de 2,5 millions de francs à l’Association Jaeger-LeCoultre et Gustave Delage surveille les finances de Le Coultre et Cie en Suisse et d’Edmond Jaeger SA à Paris. 
Quittant Nieuport, il devient tout simplement directeur de la firme Jaeger en 1933. Il sera l’artisan de la fusion des deux entreprises, réalisée en 1937 et jusqu’à sa mort occupera une position déterminante au sein de la firme horlogère Jaeger-LeCoultre.

## Distinctions
- Chevalier de la Légion d'honneur.